# Rivière Blaiklock
Rivière Blaiklock är ett vattendrag i Kanada.   Det ligger i provinsen Québec, i den östra delen av landet, 500 km norr om huvudstaden Ottawa.
I omgivningarna runt Rivière Blaiklock växer i huvudsak blandskog. Trakten runt Rivière Blaiklock är nära nog obefolkad, med mindre än två invånare per kvadratkilometer.